# Euphrasia curviflora
Euphrasia curviflora är en snyltrotsväxtart som beskrevs av Francis Whittier Pennell. Euphrasia curviflora ingår i släktet ögontröster, och familjen snyltrotsväxter. Inga underarter finns listade i Catalogue of Life.